# Penal Rock Road
Penal Rock Road es una localidad de Trinidad y Tobago, que forma parte de la región de Penal-Debe.

## Geografía
La localidad abarca parte de la isla Trinidad y limita al norte con Rochard Road, al sur con el canal de Colón, al este con Basseterre y Marac (ambas localidades pertenecientes a la región de Princes Town),y al oeste con Penal y Morne Diablo.

## Demografía
Datos demográficos de la localidad de Penal Rock Road:
| Gráfica de evolución demográfica de Penal Rock Road entre 2000 y 2011 |
|                                                                       |